# NGC 560
NGC 560 est une galaxie lenticulaire située dans la constellation de la Baleine. Sa vitesse par rapport au fond diffus cosmologique est de 5 206 ± 27 km/s, ce qui correspond à une distance de Hubble de 76,8 ± 5,4 Mpc (∼250 millions d'al). NGC 560 a été découverte par l'astronome germano-britannique William Herschel en 1785. Cette galaxie a aussi été observée par l'astronome français Stéphane Javelle le 6 novembre 1891 et elle a été ajoutée plus tard à l'Index Catalogue sous la cote IC 117.

## Caractéristiques
Sa vitesse par rapport au fond diffus cosmologique est de 5 206 ± 27 km/s, ce qui correspond à une distance de Hubble de 76,8 ± 5,4 Mpc (∼250 millions d'al).
À ce jour, sept mesures non basées sur le décalage vers le rouge (redshift) donnent une distance de 59,871 ± 11,835 Mpc (∼195 millions d'al), ce qui est tout juste à l'intérieur des valeurs de la distance de Hubble. Notons cependant que c'est avec la valeur moyenne des mesures indépendantes, lorsqu'elles existent, que la base de données NASA/IPAC calcule le diamètre d'une galaxie et qu'en conséquence le diamètre de NGC 560 pourrait être d'environ 44,7 kpc (∼146 000 al) si on utilisait la distance de Hubble pour le calculer.

## Groupe de NGC 545 et Abell 194

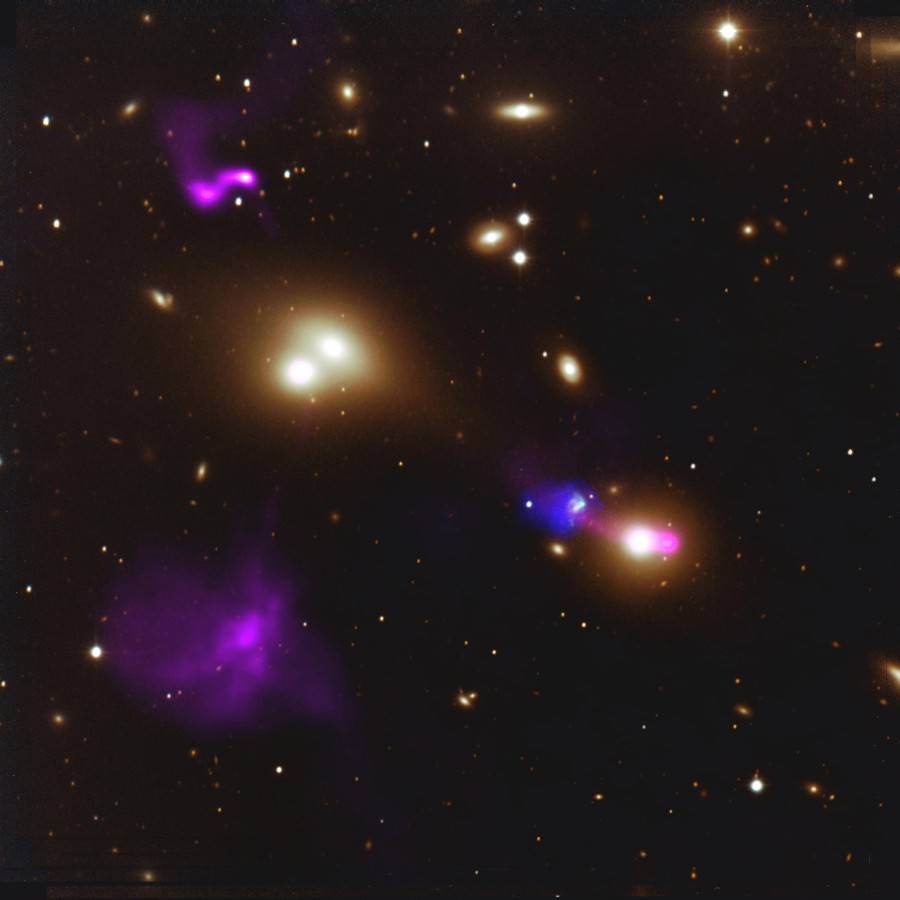
L'amas Abell 194. (Image courtesy of NRAO/AUI and Courtesy of S.Croft;W.van Breugel;W. de Vries;J.van Gorkom;H.Morganti;T.Osterloo;M.Dopita;M.Gregg)

NGC 560 fait partie du groupe de NGC 545, la plus grosse et la plus brillante galaxie de ce groupe. Le groupe de NGC 545 fait partie d'un ensemble plus vaste, l'amas galactique Abell 194,. D'ailleurs, la désignation DRCG 7-4 est utilisée par Wolfgang Steinicke pour indiquer que cette galaxie figure au catalogue des amas galactiques d'Alan Dressler. Les nombres 7 et 4 indiquent respectivement que c'est le 7e amas (Abell 194) de la liste et la 4e galaxie de cette liste. Cette même galaxie est aussi désignée par ABELL 194:[D80] 4 par la base de données NASA/IPAC, ce qui est équivalent. Dressler indique que NGC 519 est une galaxie lenticulaire de type S0p.

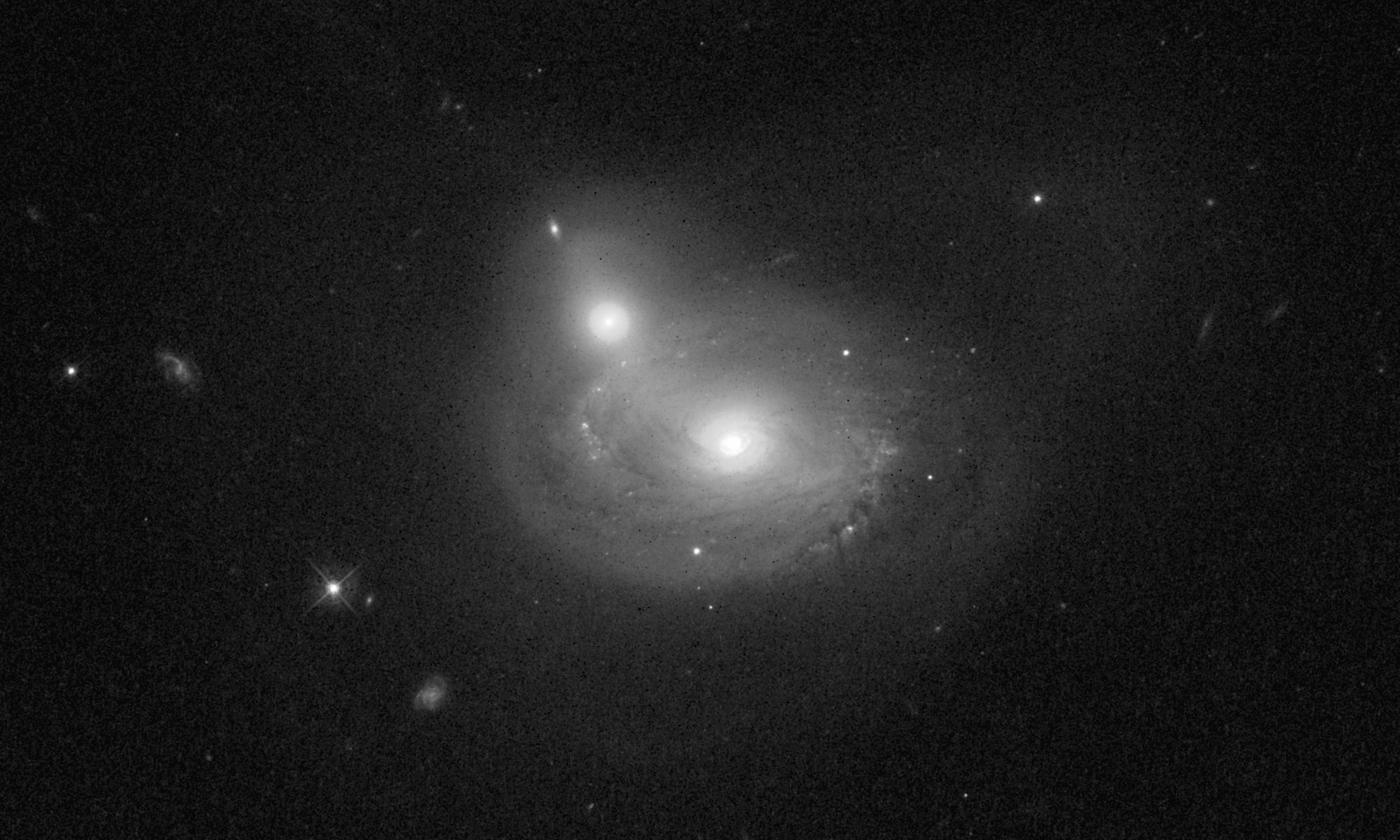
NGC 545 et NGC 547 par le télescope spatial Hubble.

Deux galaxies de ce groupe, NGC 545 et NGC 547, produisent d'immenses et puissants jets de matière dans la région qui entoure leur trou noir supermassif central. Ces jets ont été captés en onde radio par les radiotélescopes du VLA et sont montrés en violet sur l'image de l'amas ci-dessous. Les jets de ces deux galaxies en interaction gravitationnelle sont projetés à des distances d'environ 250 000 années-lumière. Le jet plus court de la galaxie NGC 541, un peu plus bas à droite, entre en collision avec un nuage d'hydrogène coloré en bleu foncé qui a aussi été détecté en onde radio par le VLA. L'onde de choc créé par ce jet a engendré une zone de formation de formation d'étoiles, colorée en bleu pâle, imagée dans le visible par le télescope de 2,3 m de l'observatoire de Siding Spring en Australie. Ce type assez rare de pouponnière d'étoiles est connu sous le nom d'objet de Minkowski,, un exemple de trou noir créant la vie dans l'univers sous forme d'étoiles bébés.
Outre NGC 560, les principales galaxies du groupe de NGC 545 sont NGC 530, NGC 530, NGC 541, NGC 547, NGC 564, NGC 570, NGC 577, NGC 585, UGC 892 et UGC 1062 (respectivement CGCG 0118.7-0048 et CGCG 0126.4-0049 notées 0118-0048 et 0126-0049 dans un article d'Abraham Mahtessian paru en 1998).